# Лъки Лучано
Вижте пояснителната страница за други личности с името Лъки.
Чарлз „Лъки“ Лучано (на английски: Charles Lucky Luciano) е италиано-американски гангстер от началото на ХХ век. Известен е като основател на мафията в Америка т.н. Коза Ностра(в превод от италиански: това наше нещо).  Това се случва през 1931г. когато Лъки основава Комисията (организация включваща петте фамилии от Ню Йорк + гангстерите от Чикаго). Важните решенията се взимат с пълно мнозинство и никой не се бърка в работата на отделните фамилии. Към огромните печалби от нелегален алкохол, наркотици, рекет и проституция се прибавя и хазарта. Лъки вижда потенцияла на Лас Вегас и инвестира там като го превръща в световната столица на хазарта. Така мафията се разраства и започва да печели милярди като голяма част от приходите се легализират. Лучано е член и основател на фамилията Дженовезе – една от Петте фамилии в Ню Йорк като името се дава по-късно по времето на боса Вито Дженовезе.

## Биография
Салваторе Лукания е роден на 24 ноември 1897 г. на остров Сицилия, в Леркара Фриди, малко селце около 25 km от град Корлеоне и близкия Палермо. През 1906 г. семейството му емигрира в Ню Йорк в трюма на товарен кораб. Като дете в Америка, ходи на училище, но го напуска на 14 години и започва работа във фабрика за шапки. Според неговите собствени думи това е работа за „мижитурка, която цял живот няма да постигне нищо“. На 19 години се присъединява към бандата „Файв пойнтс“ и започва търговия с опиум. Междувременно се е запознал с двама от бъдещите най-опасни и прочути престъпници в страната и негови бизнес-партньори – Майър Лански и Бенджамин „Бъгси“ Сийгъл, тогава – негови съученици, които заради еврейския си произход са тормозени от местните побойници и той им предлага защита срещу пари.

## Престъпна кариера
През 20-те години на 20. век по времето на Сухия режим (периодът между 1920 и 1933 година) невъзможността алкохолът да бъде продаван легално в САЩ способства за завземането на този бизнес изцяло от престъпния свят. Лучано, както става известен Салваторе Лукания във втората си родина, в съдружие с Бъгси Сийгъл и Франк Костело, е един от големите босове на контрабандата и незаконното производство на напитки по това време, продължавайки да се занимава и с наркотици. Едновременно с това се заема и с рекет и проституция, в които става съдружник с Джон Торио и Алфонс Капоне. Той се включва в състава на претендиращата за контрол над бандите по Източното крайбрежие асоциация Великата шесторка, заедно с приятелите си от детството Майер Лански, Бъгси Сийгъл, Луис „Лепке“ Бухалтер, Якоб „Гурх“ Шапиро и Абнер „Лонг“ Цвилман. Свързва се и Арнолд Ротщайн, особено комбинативен бандит, известен като „Голямата банка“ и основна фигура зад сформирането на местната сицилианска мафия, който се е занимава тогава предимно с хазарт и рекет. Става особено близък с един от първите водачи на Коза Ностра, Джузепе Масерия – Джо Боса, издигайки се до положение на негов първи помощник. Когато в разгара на Голямата депресия шефът му се вчепква в смъртен двубой със Салваторе Маранцано, друг от най-значимите мафиоти от периода (1929 – 1931), в конфликт, известен като Кастелмарската война, Лъки става още по-могъщ и решава, че е време да поеме властта. На първо време, той отслабва позициите на Масерия, като се насочва към сътрудничество с Маранцано и впоследствие се оказва замесен в убийството на Масерия (но сам той не участва лично в него, тъй като точно тогава се оттегля в тоалетната); екзекуторите на боса са техните сътрапезници Бъгси Сийгъл, Джо Адонис, Албърт Анастазия и Франк Костело. В този момент Лучано е почти толкова известен, колкото и именитите гангстери Джоузеф Бонано, Джоузеф Профаси, Томи Галиано и Винсънт Мангано и скоро по подобие на тях ще се превърне в глава на свой собствен клан, наречен по-късно Дженовезе, по името на един от следващите си водачи Вито Дженовезе. Известно време след смъртта на Джо Боса, вероятно по поръчка на Лучано, който след смъртта му се налага вместо него, като capo di tutti capi („бос на всички босове“) на Ню Йорк, Маранцано е убит от хора от контролираната от Майър Лански и Бухалтер група за мокри поръчки Мърдър Инкорпорейтид – Murder Inc, Корпорация за убийства. Впоследствие тази организация, наричана и Задруга на убийците, става ядрото на имитиращо монополистичните фирми от края на 19. и началото на 20.ти век и древните триумвирати обединение, наречено Комисията, чиито дейци се чувстват призвани да поставят организираната престъпност в САЩ на национално равнище и да я превърнат в „държава в държавата“, подобно на постигнатото от престъпните организации в Италия. Комисията поема инициативата да решава, кой да живее и кой – да умре и постепенно налага правилото допустимо да бъде ликвидирането по насилствен път на който и да било човек в зоната на влиянието ѝ само ако го одобрява и изрично е потвърдила, че е така тя, а несъобразяващите се с решенията ѝ и тези които ѝ се противопоставят, сами да стават прицел на репресиите и убийствата ѝ. Лучано бързо става ръководен фактор в Комисията и вероятно по негово давление е издадена една от първите ѝ по-известни присъди – тази да бъде убит производителят на нелегален алкохол Дъч Шулц. Причината да бъде ликвидиран се състои в това, че не се съгласява с идеята на организацията Томас Дюи, главен прокурор на Ню Йорк, да се ползва с нейната защита от опитите на Ал Капоне да организира атентат срещу него или близките му. Обратно – „Германецът“ решава да помогне на Големия Ал да унищожи противника си и открито заявява намеренията си пред организацията. Скоро след това сам той е застрелян, а обвинен за смъртта му се оказва Лучано, разправата с когото също е сред задачите на Дюи – вероятно и под влияние на Комисията, чиято дейност също като Шулц и самия Капоне, той затруднява и излага на опасност с поведение близко до нарушаването на омерта, отдавайки се на показен разкош, макар и под фалшива самоличност (пребивавайки в хотел „Уолдорф Тауърс“ в Ню Йорк, част от хотелската верига „Уолдорф-Астория“, Лучано живе там под името Чарлз Рос, представяйки се за изключително богат бизнесмен, но е добре известно на запознатите с живота му до момента, че това е само псевдоним). В резултат върховният капо е изпратен в затвора през 1936 г. Освободен е предсрочно през 1945 г. заради оказване на съдействие на Пентагона, но е депортиран в Италия, където подновява престъпната си дейност и се замесва в международната търговия с хероин.
Умира на 26 януари 1962 г. на летището в Неапол, Италия от сърдечен удар.

## Късметът на Лучано
През 1929 г. Лучано получава прякора си „Лъки“ – Късметлията. Наречен е така след като е нападнат от група мъже, които го отвличат и пребиват до смърт, дълго време брутално го измъчват и му нанасят множество порезни и прободни рани, включително и по лицето. Каква е била самоличността им и дали действително са имали намерение да го убият остава неизяснено, както и дали това е било отмъщение за някое от многобройните му престъпления, опит за сплашване или показна акция на среди, противопоставящи се на мафията, нито дали екзекуторите над Лучано са действали по своя воля или по нечия поръчка. Въпреки плачевното състояние, до което е докаран, босът оцелява, след като е намерен вече почти издъхнал на брега на остров Статън Айлънд от полицай и откаран в болница. Белезите върху лицето му от нанесени с ножове рани му остават за цял живот, а той самият се прочува с удивителната си издръжливост и жизнеспособност и със забележителния си късмет – при такава решимост да бъде погубен все пак да остане жив.